# Nekrolog Juni 2012
Nekrolog
◄◄
| ◄
| 2008
| 2009
| 2010
| 2011
| 2012 | 2013 | 2014 | 2015 | 2016 | ► | ►►
Januar |
Februar |
März |
April |
Mai |
Juni |
Juli |
August |
September |
Oktober |
November |
Dezember 2012
Weitere Ereignisse | Allgemeiner Nekrolog 2012
Die Beschreibung der verstorbenen Person sollte so kurz wie möglich gehalten sein und nur deren signifikante Tätigkeit(en) enthalten.
Neue Namen ggf. auch unter dem Geburts- und Sterbedatum, also etwa unter 1. Januar und im Geburts- und Sterbejahr (2024) eintragen (nur bei entsprechender großer Wichtigkeit). Für Beispiele siehe die schon vorhandenen Artikel.
Außerdem über die fünf zuletzt Verstorbenen, zu denen es einen ausreichend guten Artikel für eine Präsentation auf der Hauptseite gibt, nach der todesbedingten Überarbeitung der Artikel ggf. auch unter Wikipedia Diskussion:Hauptseite informieren und sie am besten auch in den anderen Wikipedia-Sprachversionen eintragen. Tipp: Regelmäßig bei news.google.de nach „ist tot“, „gestorben“ oder „verstorben“ suchen.
Wenn eine Person gestorben ist, gibt es viele Seiten zu dieser Person in der Wikipedia, die davon auch betroffen sind und entsprechend aktualisiert werden müssen. Beispiele: Namenübersichtsseite, Geburtsjahr, Geburtsort-Seiten und viele mehr.
Wie finde ich die betroffenen Seiten?
Im Suchfeld auf der linken Seite gibt man den Suchbegriff so ein: „Vorname Nachname“. Dann klickt man auf Volltext und alle Seiten mit entsprechendem Suchtext werden aufgerufen. Hier sieht man dann schnell, wo auch das Todesjahr Sinn macht oder sogar ein Teil des Artikels angepasst werden muss. Auch hilft das „Werkzeug“ auf der linken Seite sehr gut, um solche Seiten aufzufinden: „Links auf diese Seite“. Somit ist die Wikipedia wieder aktuell in allen Bereichen! Hinweis: bei Eintragung der Kategorie „Gestorben JAHR“ wird der Missbrauchsfilter 49 ausgelöst, was jedoch nicht schlimm ist. Siehe: Spezial:Missbrauchsfilter/49
Dies ist eine Liste von im Juni 2012 verstorbenen bekannten Persönlichkeiten. Die Einträge erfolgen innerhalb der einzelnen Daten alphabetisch sortiert. Tiere sind im Nekrolog für Tiere zu finden.

## Juni
| Tag      | Name                                                      | Beruf, bekannt als                                                                    | Alter | Beleg         |
| -------- | --------------------------------------------------------- | ------------------------------------------------------------------------------------- | ----- | ------------- |
| 1. Juni  | Faruq Z. Bey                                              | US-amerikanischer Jazzmusiker                                                         | 70    |               |
| 1. Juni  | Pádraig Faulkner                                          | irischer Politiker                                                                    | 94    |               |
| 1. Juni  | Peter Fischer                                             | deutscher Journalist und politischer DDR-Häftling                                     | 69    |               |
| 1. Juni  | Lorenzo García Vega                                       | kubanischer Schriftsteller                                                            | 85    |               |
| 1. Juni  | Klaus Werner Grewlich                                     | deutscher Diplomat                                                                    | 68    |               |
| 1. Juni  | Sam Manners                                               | US-amerikanischer Filmproduzent                                                       | 91    |               |
| 1. Juni  | Udo Mlecek                                                | deutscher Ingenieur                                                                   | 74    |               |
| 1. Juni  | Toshio Naiki                                              | japanischer Unternehmer                                                               | 74    |               |
| 1. Juni  | Teruo Niinobe                                             | japanischer Maler                                                                     | 90    |               |
| 1. Juni  | Marion Sandler                                            | US-amerikanische Unternehmerin                                                        | 81    |               |
| 1. Juni  | Jörg Schmeisser                                           | deutscher Künstler und Grafiker                                                       | 70    |               |
| 1. Juni  | Brahmeshwar Singh                                         | indischer Milizenanführer                                                             | 67    |               |
| 1. Juni  | Kōtarō Tachibana                                          | japanischer Politiker                                                                 | 78    |               |
| 1. Juni  | Kōichi Takagi                                             | japanischer Politiker                                                                 | 93    |               |
| 1. Juni  | Juozas Tunaitis                                           | litauischer Bischof                                                                   | 83    |               |
| 1. Juni  | Audrey Young                                              | US-amerikanische Schauspielerin                                                       | 89    |               |
| 1. Juni  | Adán Zapata                                               | mexikanischer Rapper                                                                  | 21    |               |
| 2. Juni  | Taguchi Gen’ichi                                          | japanischer Ingenieur und Statistiker                                                 | 88    |               |
| 2. Juni  | Alessio Bisori                                            | italienischer Handballspieler                                                         | 24    |               |
| 2. Juni  | Avraham Botzer                                            | israelischer General                                                                  | 82    |               |
| 2. Juni  | Adolfo Calero                                             | nicaraguanischer Paramilitäranführer                                                  | 80    |               |
| 2. Juni  | Don G. Campbell                                           | US-amerikanischer Pianist, Organist, Musikpädagoge und -wissenschaftler               | 65    |               |
| 2. Juni  | Richard Dawson                                            | britischer Schauspieler                                                               | 79    |               |
| 2. Juni  | LeRoy Ellis                                               | US-amerikanischer Basketballspieler                                                   | 72    |               |
| 2. Juni  | Hartmut Fischer                                           | deutscher Schauspieler                                                                | 51    | [ 1 ]         |
| 2. Juni  | David C. Garrett, Jr.                                     | US-amerikanischer Unternehmer                                                         | 90    |               |
| 2. Juni  | Jan Gmelich Meijling                                      | niederländischer Politiker                                                            | 76    |               |
| 2. Juni  | Vinnie Johnson                                            | US-amerikanischer Jazzmusiker                                                         | ≈75   |               |
| 2. Juni  | Kathryn Joosten                                           | US-amerikanische Schauspielerin                                                       | 72    |               |
| 2. Juni  | Pete Kennedy                                              | britischer Jazzmusiker                                                                | 82    |               |
| 2. Juni  | Frazier Mohawk                                            | US-amerikanischer Musikproduzent                                                      | 71    |               |
| 2. Juni  | Jochen Moll                                               | deutscher Fotograf                                                                    | 83    |               |
| 2. Juni  | Soini Nikkinen                                            | finnischer Speerwerfer                                                                | 88    |               |
| 2. Juni  | Axel von Saldern                                          | deutscher Museumsdirektor                                                             | 88    |               |
| 2. Juni  | Helios Sarthou                                            | uruguayischer Hochschullehrer, Rechtsanwalt und Politiker                             | 86    |               |
| 2. Juni  | Setsuko Takeda                                            | japanische Politikerin                                                                | 87    |               |
| 3. Juni  | Carol Ann Abrams                                          | US-amerikanische Filmproduzentin                                                      | 69    |               |
| 3. Juni  | Martin Accola                                             | Schweizer Pfarrer                                                                     | 83    | (PDF; 2,1 MB) |
| 3. Juni  | Wilfried Fitting                                          | deutscher Internist sowie Hochschullehrer                                             | 92    |               |
| 3. Juni  | Rosa Guy                                                  | US-amerikanische Schriftstellerin                                                     | 89    |               |
| 3. Juni  | Andy Hamilton                                             | britischer Saxophonist                                                                | 94    |               |
| 3. Juni  | Josef M. Häußling                                         | deutscher Universitätsrektor                                                          | 88    |               |
| 3. Juni  | Rajsoomer Lallah                                          | mauritischer Richter                                                                  | 79    |               |
| 3. Juni  | Johanna Landgraf                                          | deutsche Judenretterin                                                                | 103   |               |
| 3. Juni  | Bob Meillon                                               | australischer Regisseur                                                               | 69    |               |
| 3. Juni  | Tatsuo Miyata                                             | japanischer Drehbuchautor                                                             | 83    |               |
| 3. Juni  | K. T. Neumann                                             | deutscher Metallbildhauer                                                             | 93    |               |
| 3. Juni  | Jean-Louis Richard                                        | französischer Schauspieler, Filmregisseur, Drehbuchautor                              | 85    |               |
| 3. Juni  | Roy Salvadori                                             | britischer Autorennfahrer                                                             | 90    |               |
| 3. Juni  | Brian Talboys                                             | neuseeländischer Politiker                                                            | 90    |               |
| 3. Juni  | Sergio Tedesco                                            | italienischer Sänger und Synchronsprecher                                             | 84    |               |
| 3. Juni  | Roel de Wit                                               | niederländischer Politiker                                                            | 85    |               |
| 3. Juni  | Christian Winner                                          | deutscher Phytomediziner und Pflanzenbauwissenschaftler                               | 85    |               |
| 3. Juni  | Welf Bronger                                              | deutscher Chemiker und Hochschullehrer                                                | 79    |               |
| 4. Juni  | Nikolaus Aidelsburger                                     | deutscher Politiker                                                                   | 75    |               |
| 4. Juni  | Peter Beaven                                              | neuseeländischer Architekt                                                            | 86    |               |
| 4. Juni  | J. C. Bhattacharyya                                       | indischer Astronom                                                                    | 81    |               |
| 4. Juni  | Bobby Black                                               | schottischer Fußballspieler                                                           | 85    |               |
| 4. Juni  | Enrique Bolanos                                           | mexikanisch-US-amerikanischer Boxer                                                   | 87    |               |
| 4. Juni  | Pedro Borbón                                              | US-amerikanischer Baseballspieler                                                     | 65    |               |
| 4. Juni  | Eduard Chil                                               | russischer Sänger                                                                     | 77    |               |
| 4. Juni  | André Corboz                                              | Schweizer Architektur- und Städtebauhistoriker                                        | 83    |               |
| 4. Juni  | Alexander Curly                                           | niederländischer Sänger                                                               | 65    |               |
| 4. Juni  | Jim Fitzgerald                                            | US-amerikanischer Philanthrop                                                         | 73    |               |
| 4. Juni  | Ireneo García Alonso                                      | spanischer Bischof                                                                    | 89    |               |
| 4. Juni  | Barney Gibbens                                            | britischer Unternehmer                                                                | 77    |               |
| 4. Juni  | Monika Hendricks                                          | deutsche Betriebsrätin                                                                | 65    |               |
| 4. Juni  | Grita Insam                                               | österreichische Galeristin und Kunstvermittlerin                                      | 73    |               |
| 4. Juni  | Steve Ben Israel                                          | US-amerikanischer Schauspieler                                                        | 74    |               |
| 4. Juni  | Bernard A. Jean                                           | kanadischer Politiker                                                                 | 87    |               |
| 4. Juni  | Stan Jolley                                               | US-amerikanischer Filmausstatter                                                      | 86    |               |
| 4. Juni  | Anders Kjær                                               | dänischer Chemiker                                                                    | 92    |               |
| 4. Juni  | Rolf Lederbogen                                           | deutscher Designer, Architekt und Hochschullehrer                                     | 84    | BNN           |
| 4. Juni  | Abu Yahya al-Libi                                         | libyscher Terrorist                                                                   | 49    |               |
| 4. Juni  | George Marino                                             | US-amerikanischer Toningenieur                                                        | 65    |               |
| 4. Juni  | Rodolfo Quezada Toruño                                    | guatemaltekischer Kardinal und Bischof                                                | 80    |               |
| 4. Juni  | Ljubiša Rajić                                             | serbischer Skandinavist                                                               | 65    |               |
| 4. Juni  | Karlheinz Rebuschat                                       | deutscher Motocross-Meister                                                           | 81    |               |
| 4. Juni  | Herb Reed                                                 | US-amerikanischer Sänger                                                              | 83    |               |
| 4. Juni  | Willem van Reijen                                         | niederländisch-deutscher Philosoph und Soziologe                                      | 73/74 |               |
| 4. Juni  | Bryan Rufenach                                            | kanadischer Hockeyspieler                                                             | 23    |               |
| 4. Juni  | Otto H. Schiele                                           | deutscher Industriemanager                                                            | 89    |               |
| 4. Juni  | Norbert Tschulik                                          | österreichischer Musikkritiker                                                        | 85    |               |
| 4. Juni  | James Van Buren                                           | US-amerikanischer Sänger                                                              | 77    |               |
| 4. Juni  | Maika Voigt                                               | deutsche Chemikerin und Politikerin (SPD), MdL                                        | 49    |               |
| 4. Juni  | Josef Wiesler                                             | österreichischer Politiker                                                            | 81    |               |
| 4. Juni  | Johnny Yoshinaga                                          | japanischer Schlagzeuger                                                              | 63    | [ 2 ]         |
| 5. Juni  | Hildemar Scholz                                           | deutscher Botaniker                                                                   | 84    |               |
| 5. Juni  | Antoine Bernheim                                          | französischer Bankier                                                                 | 87    |               |
| 5. Juni  | Ray Bradbury                                              | US-amerikanischer Schriftsteller                                                      | 91    |               |
| 5. Juni  | Steve Buttle                                              | britischer Fußballspieler                                                             | 59    |               |
| 5. Juni  | Tamás Frank                                               | ungarischer Unternehmer                                                               | 65    |               |
| 5. Juni  | John Hinrichs                                             | US-amerikanischer Ingenieur                                                           | 78    |               |
| 5. Juni  | David Hodgson                                             | australischer Richter                                                                 | 73    |               |
| 5. Juni  | Caroline John                                             | britische Schauspielerin                                                              | 71    |               |
| 5. Juni  | Hal Keller                                                | US-amerikanischer Baseballspieler                                                     | 83    |               |
| 5. Juni  | Fritz Krückeberg                                          | deutscher Mathematiker und Informatiker                                               | 84    |               |
| 5. Juni  | René Leudesdorff                                          | deutscher Geistlicher und Autor                                                       | 84    |               |
| 5. Juni  | Sensajurō Nishikawa                                       | japanischer Tänzer                                                                    | 70    |               |
| 5. Juni  | Mihai Pătrașcu                                            | rumänischer Informatiker                                                              | 29    |               |
| 5. Juni  | Lou Pride                                                 | US-amerikanischer Blues- und Soulsänger                                               | 68    |               |
| 5. Juni  | Athinodoros Prousalis                                     | griechischer Schauspieler                                                             | 86    |               |
| 5. Juni  | Charlie Sutton                                            | australischer Footballspieler                                                         | 88    |               |
| 5. Juni  | Barry Unsworth                                            | britischer Schriftsteller                                                             | 81    |               |
| 6. Juni  | Klaus Eckhardt                                            | deutscher Autor                                                                       | 62    |               |
| 6. Juni  | Otto Ineichen                                             | Schweizer Unternehmer und Politiker                                                   | 70    |               |
| 6. Juni  | Justinas Karosas                                          | litauischer Politiker                                                                 | 74    |               |
| 6. Juni  | Volkmar Köhler                                            | deutscher Politiker                                                                   | 82    |               |
| 6. Juni  | Wladimir Krutow                                           | russischer Eishockeyspieler                                                           | 52    |               |
| 6. Juni  | Li Wangyang                                               | chinesischer Aktivist                                                                 | 62    |               |
| 6. Juni  | Jean-Louis Loday                                          | französischer Mathematiker                                                            | 66    |               |
| 6. Juni  | Ottavio di Lorenzo                                        | italienischer Journalist und Nachrichtensprecher                                      | 78    |               |
| 6. Juni  | Nolan Miller                                              | US-amerikanischer Kostümbildner                                                       | 79    |               |
| 6. Juni  | Nemanja Nešić                                             | serbischer Ruderer                                                                    | 24    |               |
| 6. Juni  | Anna Maria Niemeyer                                       | brasilianische Designerin                                                             | 82    |               |
| 6. Juni  | Cotton Owens                                              | US-amerikanischer Rennfahrer                                                          | 88    |               |
| 6. Juni  | Estela Raval                                              | argentinische Sängerin                                                                | 77    |               |
| 6. Juni  | Manuel Preciado Rebolledol                                | spanischer Fußballspieler                                                             | 54    |               |
| 6. Juni  | Agostinho José Sartori                                    | brasilianischer Bischof                                                               | 83    |               |
| 6. Juni  | Tomohito von Mikasa                                       | Angehöriger des japanischen Kaiserhauses                                              | 66    |               |
| 6. Juni  | Mykola Volosyanko                                         | ukrainischer Fußballspieler                                                           | 40    |               |
| 7. Juni  | Arturo Azuela                                             | mexikanischer Schriftsteller                                                          | 74    |               |
| 7. Juni  | Walter Becker                                             | deutscher Radrennfahrer                                                               | 79    |               |
| 7. Juni  | Frederick Herbert Bormann                                 | US-amerikanischer Ökologe                                                             | 90    |               |
| 7. Juni  | John T. Cunningham                                        | US-amerikanischer Schriftsteller                                                      | 96    |               |
| 7. Juni  | Brian Glenister                                           | australisch-US-amerikanischer Paläontologe und Geologe                                | 83    |               |
| 7. Juni  | Gerald Hodge                                              | US-amerikanischer Künstler                                                            | 91    |               |
| 7. Juni  | Nikolai Iwanow                                            | sowjetischer Ruderer                                                                  | 62    |               |
| 7. Juni  | Abdürrahim Karakoç                                        | türkischer Dichter und Schriftsteller                                                 | 80    |               |
| 7. Juni  | Josip Klima                                               | jugoslawischer Violinist und Hochschullehrer                                          | 85    |               |
| 7. Juni  | Ervin Kováts                                              | ungarisch-schweizerischer Chemiker                                                    | 84    |               |
| 7. Juni  | Lil Phat                                                  | US-amerikanischer Rapper                                                              | 19    |               |
| 7. Juni  | Rene Lovrenčić                                            | jugoslawischer bzw. kroatischer Historiker                                            | 83    |               |
| 7. Juni  | John Medlin                                               | US-amerikanischer Unternehmer                                                         | 78    |               |
| 7. Juni  | Ron Morris                                                | US-amerikanischer Radiosprecher                                                       | 63    |               |
| 7. Juni  | Manuel Preciado                                           | spanischer Fußballspieler und -trainer                                                | 54    |               |
| 7. Juni  | Jürgen Prölss                                             | deutscher Rechtswissenschaftler                                                       | 72    |               |
| 7. Juni  | Wilhelm Reichert                                          | deutscher Politiker                                                                   | 83    |               |
| 7. Juni  | J. Michael Riva                                           | US-amerikanischer Filmarchitekt                                                       | 63    |               |
| 7. Juni  | Ernst Schumacher                                          | deutscher Theaterwissenschaftler                                                      | 90    |               |
| 7. Juni  | Chuck Share                                               | US-amerikanischer Basketballspieler                                                   | 85    |               |
| 7. Juni  | Ernst Steiner                                             | Schweizer Politiker                                                                   | 91    |               |
| 7. Juni  | Abid Hamid Mahmud at-Tikriti                              | irakischer Privatsekretär von Saddam Hussein                                          | ?     |               |
| 7. Juni  | Phillip Tobias                                            | südafrikanischer Paläoanthropologe und Autor                                          | 86    |               |
| 7. Juni  | Klaus Tweer                                               | deutscher Kommunalpolitiker                                                           | 70    |               |
| 7. Juni  | Melvin Vernell                                            | US-amerikanischer Rapper                                                              | 19    |               |
| 7. Juni  | Bob Welch                                                 | US-amerikanischer Rockmusiker                                                         | 66    |               |
| 8. Juni  | Patrick Morgan Mahoney                                    | kanadischer Politiker und Jurist                                                      | 83    |               |
| 8. Juni  | Pete Brennan                                              | US-amerikanischer Basketballspieler                                                   | 75    |               |
| 8. Juni  | Frank Cady                                                | US-amerikanischer Schauspieler                                                        | 96    |               |
| 8. Juni  | K. S. R. Doss                                             | indischer Regisseur                                                                   | 76    |               |
| 8. Juni  | Bendt Frederiksen                                         | grönländischer Politiker (Siumut)                                                     | 72    |               |
| 8. Juni  | Trude Fukar                                               | österreichische Schauspielerin                                                        | 91    |               |
| 8. Juni  | Robert Galley                                             | französischer Politiker                                                               | 91    |               |
| 8. Juni  | Ivan Lessa                                                | brasilianischer Journalist                                                            | 77    |               |
| 8. Juni  | Josef „Sepp“ Maier                                        | deutscher Skilangläufer                                                               | 77    |               |
| 8. Juni  | Pascal Malbeaux                                           | französischer Fußballspieler                                                          | 51    |               |
| 8. Juni  | Charles E. M. Pearce                                      | australischer Mathematiker                                                            | 72    |               |
| 8. Juni  | Ulrich Saxer                                              | Schweizer Medien- und Kommunikationswissenschaftler                                   | 81    |               |
| 8. Juni  | Walter Schüller                                           | deutscher Kommunalpolitiker                                                           | 92    |               |
| 8. Juni  | Pjotr Iwanowitsch Surikow                                 | sowjetischer bzw. kasachischer Ringer                                                 | 67    |               |
| 8. Juni  | Ghassan Tueni                                             | libanesischer Verleger, Politiker und Diplomat                                        | 86    |               |
| 8. Juni  | Hans Partzsch                                             | deutscher Marineoffizier                                                              | 82    |               |
| 8. Juni  | Christiane Weber                                          | deutsche Musikkabarettistin                                                           | 36    |               |
| 9. Juni  | Audrey Arno                                               | deutsche Sängerin                                                                     | 70    |               |
| 9. Juni  | Renée Asseo                                               | französische Drehbuchautorin                                                          | 86    |               |
| 9. Juni  | Rachel Browne                                             | kanadische Tänzerin und Choreographin                                                 | 77    |               |
| 9. Juni  | Kenneth D. Burns                                          | US-amerikanischer Offizier, Generalmajor der US Air Force                             |       |               |
| 9. Juni  | Régis Clère                                               | französischer Radrennfahrer                                                           | 55    |               |
| 9. Juni  | William Farrell                                           | US-amerikanischer Ringer und Trainer                                                  | 82    |               |
| 9. Juni  | Peter Findeisen                                           | deutscher Kunsthistoriker und Denkmalpfleger                                          | 70    |               |
| 9. Juni  | Masahisa Fukase                                           | japanischer Fotograf                                                                  | 78    |               |
| 9. Juni  | Dagmar Garbe                                              | deutsche Schriftstellerin                                                             | 59    |               |
| 9. Juni  | Paul Jenkins                                              | US-amerikanischer Maler                                                               | 88    |               |
| 9. Juni  | Pat Mahoney                                               | kanadischer Politiker                                                                 | 83    |               |
| 9. Juni  | Erich Mansen                                              | deutscher Künstler und Professor für Malerei                                          | 82    |               |
| 9. Juni  | John Maples                                               | britischer Politiker                                                                  | 69    |               |
| 9. Juni  | Ivan Minatti                                              | slowenischer Poet                                                                     | 88    |               |
| 9. Juni  | Heinz Paetzold                                            | deutscher Philosoph und Sozialwissenschaftler                                         | 70    |               |
| 9. Juni  | Georges Sarri                                             | griechische Schauspielerin und Jugendbuchautorin                                      | 87    |               |
| 9. Juni  | Hawk Taylor                                               | US-amerikanischer Baseballspieler                                                     | 73    |               |
| 9. Juni  | Abram Wilson                                              | US-amerikanischer Jazzmusiker                                                         | 38    |               |
| 10. Juni | Harry Baschleben                                          | deutscher Politiker                                                                   | 89    |               |
| 10. Juni | Inge Berner                                               | deutsche Widerstandskämpferin und NS-Opfer                                            | 90    |               |
| 10. Juni | Eivind Bolle                                              | norwegischer Politiker                                                                | 88    |               |
| 10. Juni | Glenn Cochrane                                            | kanadischer Journalist                                                                | 93    |               |
| 10. Juni | Nikita Dolguschin                                         | sowjetischer Balletttänzer und Choreograph                                            | 73    |               |
| 10. Juni | Jimmy Elledge                                             | US-amerikanischer Country-Musiker                                                     | 69    |               |
| 10. Juni | Lothar Bredella                                           | deutscher Sprachwissenschaftler                                                       | 76    | (PDF; 338 kB) |
| 10. Juni | Warner Fusselle                                           | US-amerikanischer Sportkommentator                                                    | 68    |               |
| 10. Juni | Will Hoebee                                               | niederländischer Musikproduzent                                                       | 64    |               |
| 10. Juni | Charlotte Hofmann-Hege                                    | deutsche Schriftstellerin                                                             | 91    |               |
| 10. Juni | Robert Huttenback                                         | US-amerikanischer Historiker                                                          | 84    |               |
| 10. Juni | Maria Keil                                                | portugiesische Künstlerin                                                             | 97    |               |
| 10. Juni | Georges Mathieu                                           | französischer Maler                                                                   | 91    |               |
| 10. Juni | Dante Micheli                                             | italienischer Fußballspieler                                                          | 73    |               |
| 10. Juni | Shingo Minamino                                           | japanischer Musikproduzent                                                            | 42    |               |
| 10. Juni | Joshua Orwa Ojode                                         | kenianischer Politiker                                                                | 53    |               |
| 10. Juni | Elvis J. Perrodin                                         | US-amerikanischer Jockey                                                              | 55    |               |
| 10. Juni | George Saitoti                                            | kenianischer Politiker                                                                | 66    |               |
| 10. Juni | Sudono Salim                                              | indonesischer Unternehmer                                                             | 95    |               |
| 10. Juni | Eugene Selznick                                           | US-amerikanischer Volleyballspieler                                                   | 82    | [ 3 ]         |
| 10. Juni | Gérard Théodore                                           | französischer Kriegsveteran                                                           | 91    |               |
| 10. Juni | Hugo Thiemann                                             | Schweizer Physiker                                                                    | 95    |               |
| 10. Juni | Daya-Nand Verma                                           | indischer Mathematiker                                                                | 78    |               |
| 10. Juni | Suehiko Watanabe                                          | japanischer Geiger                                                                    | 103   | [ 4 ]         |
| 10. Juni | Gordon West                                               | britischer Fußballspieler                                                             | 69    |               |
| 10. Juni | Marcel Wyss                                               | Schweizer Grafikdesigner und Künstler                                                 | 82    |               |
| 11. Juni | Lee Allen                                                 | US-amerikanischer Ringkampftrainer                                                    | 77    |               |
| 11. Juni | Héctor Bianciotti                                         | französisch-argentinischer Schriftsteller                                             | 82    |               |
| 11. Juni | Dave Boswell                                              | US-amerikanischer Baseballspieler                                                     | 67    |               |
| 11. Juni | Hans Joachim Colmant                                      | deutscher Neuropathologe und Hochschullehrer                                          | 89    |               |
| 11. Juni | Raymond Eid                                               | syrischer Erzbischof                                                                  | 81    |               |
| 11. Juni | Hermann Fischer                                           | deutscher evangelischer Theologe                                                      | 79    |               |
| 11. Juni | Masazumi Harada                                           | japanischer Mediziner                                                                 | 77    |               |
| 11. Juni | Stay High 149                                             | US-amerikanischer Graffiti-Künstler                                                   | 61    |               |
| 11. Juni | Roger Jongewaard                                          | US-amerikanischer Baseballscout                                                       | 76    |               |
| 11. Juni | Nalle Knutsson                                            | schwedischer Künstler                                                                 | 69    |               |
| 11. Juni | Peter Langen                                              | deutscher Krebsforscher                                                               | 83    |               |
| 11. Juni | Norman F. Lent                                            | US-amerikanischer Politiker                                                           | 81    |               |
| 11. Juni | Jos van der Linden                                        | niederländischer Filmproduzent                                                        | 64    |               |
| 11. Juni | Alan Permutt                                              | US-amerikanischer Physiker                                                            | 72    |               |
| 11. Juni | Ann Rutherford                                            | US-amerikanische Schauspielerin                                                       | 94    |               |
| 11. Juni | Teófilo Stevenson                                         | kubanischer Boxer                                                                     | 60    |               |
| 11. Juni | Berthold Wulf                                             | deutscher Geistlicher und Anthroposoph                                                | 85    | → Artikel     |
| 11. Juni | Ella Zipser                                               | österreichische Politikerin                                                           | 86    |               |
| 12. Juni | Marwan Arafat                                             | syrischer Fußballspieler und -schiedsrichter                                          | 67    |               |
| 12. Juni | Tadashi Asano                                             | japanischer Schriftsteller                                                            | 99    |               |
| 12. Juni | Peter F. Christiansen                                     | färöischer Politiker                                                                  | 88    |               |
| 12. Juni | Hans Feindt                                               | deutscher Politiker                                                                   | 91    |               |
| 12. Juni | Henry Hill                                                | US-amerikanischer Mobster                                                             | 69    |               |
| 12. Juni | Junji Kōno                                                | japanischer Unternehmer                                                               | 84    |               |
| 12. Juni | Margarete Mitscherlich                                    | dänisch-deutsche Psychoanalytikerin und Autorin                                       | 94    |               |
| 12. Juni | René Joyeuse                                              | schweizerisch-amerikanischer Widerstandskämpfer und Arzt                              | 92    |               |
| 12. Juni | Hermann Lechner                                           | österreichischer Politiker                                                            | 87    | [ 5 ]         |
| 12. Juni | Elinor Ostrom                                             | US-amerikanische Politikwissenschaftlerin und Trägerin des Wirtschaftsnobelpreises    | 78    |               |
| 12. Juni | Adrián Otero                                              | argentinischer Sänger                                                                 | 53    |               |
| 12. Juni | Pahiño                                                    | spanischer Fußballspieler                                                             | 89    |               |
| 12. Juni | Aldo Ronconi                                              | italienischer Radrennfahrer                                                           | 93    |               |
| 12. Juni | Edith Schönert-Geiß                                       | deutsche Numismatikerin                                                               | 78    |               |
| 12. Juni | Alfred Schottner                                          | Hauptgeschäftsführer einer Kreishandwerkerschaft, Historiker und Autor                |       |               |
| 12. Juni | Sabri Ülker                                               | türkischer Unternehmer                                                                | 92    |               |
| 12. Juni | Jean Vuilleumier                                          | Schweizer Journalist und Schriftsteller                                               | 78    |               |
| 12. Juni | Frank Walker                                              | australischer Politiker                                                               | 69    |               |
| 12. Juni | Don Woods                                                 | US-amerikanischer Meteorologe                                                         | 84    |               |
| 13. Juni | Sam T. Beddingfield                                       | US-amerikanischer Raumfahrttechniker                                                  | 78    |               |
| 13. Juni | Graeme Bell                                               | australischer Jazzmusiker                                                             | 97    |               |
| 13. Juni | Luiz Gonzaga Bergonzini                                   | brasilianischer Bischof                                                               | 76    |               |
| 13. Juni | Wilfried Brennecke                                        | deutscher Musikwissenschaftler                                                        | 86    |               |
| 13. Juni | Joachim Bruhn                                             | deutscher Offizier, zuletzt Brigadegeneral der Bundeswehr                             | 91    |               |
| 13. Juni | Carlos Cobos                                              | mexikanischer Schauspieler                                                            | 52    |               |
| 13. Juni | Roger Garaudy                                             | französischer Philosoph                                                               | 98    |               |
| 13. Juni | Henning Gissel                                            | deutscher Schauspieler                                                                | 69    |               |
| 13. Juni | Mehdi Hassan                                              | pakistanischer Sänger                                                                 | 84    |               |
| 13. Juni | Jun Hatanaka                                              | japanischer Comiczeichner und Holzschneider                                           | 62    |               |
| 13. Juni | Jože Humer                                                | slowenischer Komponist                                                                | 76    |               |
| 13. Juni | Erica Kennedy                                             | US-amerikanische Schriftstellerin und Journalistin                                    | 42    |               |
| 13. Juni | William S. Knowles                                        | US-amerikanischer Chemiker und Nobelpreisträger                                       | 95    |               |
| 13. Juni | Dawid Kruiper                                             | südafrikanischer Schauspieler                                                         | 76    |               |
| 13. Juni | Gerhard Mantel                                            | deutscher Cellist und Hochschullehrer                                                 | 81    |               |
| 13. Juni | M. Matin                                                  | bangladeschischer Politiker                                                           | 74    |               |
| 13. Juni | Hannu Posti                                               | finnischer Leichtathlet und Biathlet                                                  | 86    |               |
| 13. Juni | Giacinto Santambrogio                                     | italienischer Radrennfahrer                                                           | 67    |               |
| 13. Juni | Frances Williams Preston                                  | US-amerikanische Unternehmerin                                                        | 83    |               |
| 13. Juni | Monika Trotz                                              | österreichische Sängerin und Komponistin                                              | 47    |               |
| 13. Juni | Jerry Tubbs                                               | US-amerikanischer American-Football-Spieler                                           | 77    |               |
| 14. Juni | Peter H. Amann                                            | US-amerikanischer Historiker                                                          | 85    |               |
| 14. Juni | Jordan Anagblah                                           | ghanaischer Fußballfunktionär                                                         | 55    |               |
| 14. Juni | Peter Archer, Baron Archer of Sandwell                    | britischer Politiker                                                                  | 85    |               |
| 14. Juni | Dino Asanaj                                               | kosovarischer Politiker und Unternehmer                                               |       |               |
| 14. Juni | Hicham Bachraheel                                         | jemenitischer Verleger                                                                | 69    |               |
| 14. Juni | Vasile Balan                                              | moldawischer Politiker                                                                | 61    |               |
| 14. Juni | Rosalie Bertell                                           | amerikanische Ärztin, Autorin und Umweltaktivistin                                    | 83    |               |
| 14. Juni | Bob Chappuis                                              | US-amerikanischer American-Football-Spieler                                           | 89    |               |
| 14. Juni | Víctor Manuel Báez Chino                                  | mexikanischer Journalist                                                              | 46    |               |
| 14. Juni | Fritz Haberl                                              | deutscher Politiker                                                                   | 79    |               |
| 14. Juni | Bob Hank                                                  | australischer Footballspieler                                                         | 88    |               |
| 14. Juni | Horst Henrichs                                            | deutscher Jurist, Oberlandesgerichtspräsident                                         | 76    |               |
| 14. Juni | Marjorie Hyams                                            | US-amerikanische Jazzmusikerin                                                        | 91    |               |
| 14. Juni | Karl-Heinz Kämmerling                                     | deutscher Klavierpädagoge                                                             | 82    |               |
| 14. Juni | Hassan Kassai                                             | iranischer Musiker                                                                    | 83    |               |
| 14. Juni | Johannes Müller                                           | deutscher Maler                                                                       | 77    |               |
| 14. Juni | Jesse Powell                                              | US-amerikanischer American-Football-Spieler                                           | 65    |               |
| 14. Juni | Kaka Radhakrishnan                                        | indischer Schauspieler                                                                | 86    |               |
| 14. Juni | Carlos Reichenbach                                        | brasilianischer Filmproduzent                                                         | 67    |               |
| 14. Juni | Erik Rhodes                                               | US-amerikanischer Pornodarsteller                                                     | 30    |               |
| 14. Juni | Jean Robieux                                              | französischer Physiker                                                                | 86    |               |
| 14. Juni | Jaroslav Šabata                                           | tschechoslowakischer Dissident                                                        | 84    |               |
| 14. Juni | Gitta Sereny                                              | britische Autorin                                                                     | 91    |               |
| 14. Juni | Juha Sihvola                                              | finnischer Historiker und Philosoph                                                   | 54    |               |
| 14. Juni | Werner Stauffacher                                        | Schweizer Rechtsanwalt                                                                | 67    |               |
| 14. Juni | Rudolf Stich                                              | deutscher Richter und Hochschullehrer                                                 | 85    |               |
| 14. Juni | Mako Tabuni                                               | papuanischer Separatistenführer                                                       | ??    |               |
| 14. Juni | Shigetaka Totera                                          | japanischer Unternehmer                                                               | 77    |               |
| 14. Juni | Yvette Wilson                                             | US-amerikanische Schauspielerin                                                       | 48    |               |
| 15. Juni | Ahmet Erol                                                | türkischer Fußballspieler                                                             | 91    |               |
| 15. Juni | Emi Itō                                                   | japanische Sängerin                                                                   | 71    |               |
| 15. Juni | Dieter Burkamp                                            | deutscher Journalist, Autor und Verleger                                              | 71    |               |
| 15. Juni | Phillip D. Cagan                                          | US-amerikanischer Ökonom und Autor                                                    | 85    |               |
| 15. Juni | Günther Domenig                                           | österreichischer Architekt                                                            | 77    |               |
| 15. Juni | Rune Gustafsson                                           | schwedischer Musiker                                                                  | 78    |               |
| 15. Juni | George Kerr                                               | jamaikanischer Leichtathlet                                                           | 74    |               |
| 15. Juni | Ruedi Klapproth                                           | Schweizer Jugendschriftsteller                                                        | 86    |               |
| 15. Juni | Luis Luna                                                 | mexikanischer Fußballspieler                                                          |       |               |
| 15. Juni | Igor Lopatin                                              | sowjetischer Biologe                                                                  | 88    |               |
| 15. Juni | Barry MacKay                                              | US-amerikanischer Tennisspieler                                                       | 76    |               |
| 15. Juni | Albino Mamede Cleto                                       | portugiesischer Bischof                                                               | 77    |               |
| 15. Juni | Yvonne Merin                                              | deutsche Schauspielerin                                                               | 90    |               |
| 15. Juni | Jerzy Mierzejewski                                        | polnischer Maler                                                                      | 95    |               |
| 15. Juni | Tim Mooney                                                | US-amerikanischer Schlagzeuger                                                        | 53    |               |
| 15. Juni | Paul Pfeuffer                                             | deutscher Politiker                                                                   | 83    |               |
| 15. Juni | Georg Rosbigalle                                          | deutscher Fußballspieler                                                              | 85    |               |
| 15. Juni | Alan Saunders                                             | australischer Rundfunksprecher                                                        | 58    |               |
| 15. Juni | Stefan Stuligrosz                                         | polnischer Dirigent                                                                   | 91    |               |
| 15. Juni | Simon Tortell                                             | maltesischer Fußballspieler                                                           | 52    |               |
| 15. Juni | Albert Joseph Tsiahoana                                   | madagassischer Erzbischof                                                             | 84    |               |
| 15. Juni | Karl Völkl                                                | deutscher Dirigent                                                                    | 81    |               |
| 15. Juni | Lothar Wolf                                               | deutscher Romanist, Frankokanadist, Mediävist, Dialektologe und Sprachwissenschaftler | 73    |               |
| 16. Juni | Jaroslava Adamová                                         | tschechische Schauspielerin                                                           | 87    |               |
| 16. Juni | Naif ibn Abd al-Aziz                                      | saudischer Kronprinz und Vizepremierminister                                          | ≈78   |               |
| 16. Juni | Giuseppe Bertolucci                                       | italienischer Filmregisseur                                                           | 65    |               |
| 16. Juni | Howie Chizek                                              | US-amerikanischer Radiomoderator                                                      | 65    |               |
| 16. Juni | Dan Dorfman                                               | US-amerikanischer Journalist                                                          | 80    |               |
| 16. Juni | Charles Hanin                                             | belgischer Politiker                                                                  | 97    |               |
| 16. Juni | Arno Hochmuth                                             | deutscher Literaturwissenschaftler und Kulturfunktionär                               | 82    |               |
| 16. Juni | Nils Karlsson                                             | schwedischer Skilangläufer                                                            | 94    |               |
| 16. Juni | Jorge Lankenau                                            | mexikanischer Bankier                                                                 | 68    |               |
| 16. Juni | Goshū Nakatani                                            | japanischer Schriftsteller                                                            | 84    |               |
| 16. Juni | René Pavard                                               | französischer Radrennfahrer                                                           | 77    |               |
| 16. Juni | Sławomir Petelicki                                        | polnischer General                                                                    | 65    |               |
| 16. Juni | Gareth Roberts                                            | walisischer Rallye-Copilot                                                            | 24    |               |
| 16. Juni | Thierry Roland                                            | französischer Journalist                                                              | 74    |               |
| 16. Juni | Roland Schlaefli                                          | Schweizer Fotograf                                                                    | 84    |               |
| 16. Juni | Werner Schroth                                            | deutscher Chemiker                                                                    | 83    | (PDF; 3,0 MB) |
| 16. Juni | Alicia Steimberg                                          | argentinische Schriftstellerin                                                        | 78    |               |
| 16. Juni | Christian Trepp                                           | Schweizer Ingenieurwissenschaftler                                                    | 81    |               |
| 17. Juni | Stéphane Brosse                                           | französischer Skibergsteiger                                                          | 40    |               |
| 17. Juni | Chen Din Hwa                                              | chinesischer Unternehmer und Philanthrop                                              | 89    | [ 6 ]         |
| 17. Juni | Nathan Divinsky                                           | kanadischer Mathematiker                                                              | 86    |               |
| 17. Juni | Herman Ettedgui                                           | venezolanischer Athlet und Sportjournalist                                            | 94    |               |
| 17. Juni | Anthony Ekezia Ilonu                                      | nigerianischer Bischof                                                                | 74    |               |
| 17. Juni | Raivo Järvi                                               | estnischer Künstler                                                                   | 57    |               |
| 17. Juni | Günter Kallinich                                          | deutscher Pharmaziehistoriker                                                         | 98    |               |
| 17. Juni | Rodney King                                               | US-amerikanisches Opfer von Polizeigewalt                                             | 47    |               |
| 17. Juni | George Leech                                              | britischer Stuntman                                                                   | 90    |               |
| 17. Juni | Walo Lüönd                                                | Schweizer Schauspieler                                                                | 85    |               |
| 17. Juni | R. C. Owens                                               | US-amerikanischer Footballspieler                                                     | 77    |               |
| 17. Juni | Alois Reichl                                              | Liechtensteiner Naturbahnrodler                                                       | 62    |               |
| 17. Juni | Susan Tyrrell                                             | US-amerikanische Schauspielerin                                                       | 67    |               |
| 17. Juni | Fauzia Wahab                                              | pakistanische Politikerin                                                             | 56    |               |
| 18. Juni | Donald Ernest Charlwood                                   | australischer Schriftsteller                                                          | 96    |               |
| 18. Juni | Horacio Coppola                                           | argentinischer Fotograf                                                               | 105   |               |
| 18. Juni | Rudi Fischer                                              | deutscher Fußballspieler                                                              | 86    | [ 7 ]         |
| 18. Juni | Danny Fullbrook                                           | britischer Sportjournalist                                                            | 40    |               |
| 18. Juni | Lina Haag                                                 | deutsche Widerstandskämpferin                                                         | 105   |               |
| 18. Juni | Dennis Hamilton                                           | US-amerikanischer Basketballspieler                                                   | 68    |               |
| 18. Juni | Walter Hartenbach                                         | deutscher Chirurg und Buchautor                                                       | 97    |               |
| 18. Juni | Seigo Hashimura                                           | japanischer Politiker                                                                 | 63    | [ 8 ]         |
| 18. Juni | Brian Hibbard                                             | britischer Schauspieler und Sänger                                                    | 65    |               |
| 18. Juni | Konrad Illing                                             | deutscher Politiker                                                                   | 73    |               |
| 18. Juni | Ghazala Javed                                             | pakistanische Sängerin                                                                | 24    |               |
| 18. Juni | Eva Klepáčová                                             | tschechische Schauspielerin                                                           | 79    |               |
| 18. Juni | Bruno Lewin                                               | deutscher Japanologe                                                                  | 87    |               |
| 18. Juni | Urs Lott                                                  | Schweizer Eishockeyspieler                                                            | 63    |               |
| 18. Juni | Conrad Wilhelm Mayer                                      | deutscher Musikpädagoge, Chorleiter und Komponist                                     | 80    |               |
| 18. Juni | Tom Maynard                                               | britischer Cricketspieler                                                             | 23    |               |
| 18. Juni | Luis Edgardo Mercado Jarrín                               | peruanischer Politiker                                                                | 92    |               |
| 18. Juni | Jim Packard                                               | US-amerikanischer Radiomoderator                                                      | 70    |               |
| 18. Juni | Seiyu Oyata                                               | japanisch-US-amerikanischer Kampfsportler                                             | 83    |               |
| 18. Juni | Alketas Panagoulias                                       | griechischer Fußballspieler und -trainer                                              | 78    |               |
| 18. Juni | Salem Ali Qatan                                           | jemenitischer General                                                                 | ??    |               |
| 18. Juni | Victor Spinetti                                           | britischer Schauspieler                                                               | 82    |               |
| 18. Juni | Manuel Tainha                                             | portugiesischer Architekt                                                             | 90    |               |
| 18. Juni | William Van Regenmorter                                   | US-amerikanischer Politiker                                                           | 73    |               |
| 19. Juni | Anthony Bate                                              | britischer Schauspieler                                                               | 84    |               |
| 19. Juni | Gerry Bron                                                | britischer Musikproduzent                                                             | 79    |               |
| 19. Juni | Jim Drake                                                 | US-amerikanischer Ingenieur                                                           | 83    |               |
| 19. Juni | Siegfried Fröhlich                                        | deutscher Staatssekretär                                                              | 92    | → Artikel     |
| 19. Juni | Gerhard Haatz                                             | deutscher Endurosportler                                                              | 64    |               |
| 19. Juni | Walter Haefner                                            | Schweizer Unternehmer                                                                 | 101   |               |
| 19. Juni | Gerhard Kallmann                                          | US-amerikanischer Architekt                                                           | 97    |               |
| 19. Juni | Luuk Kroon                                                | niederländischer Admiral                                                              | 69    |               |
| 19. Juni | Aloysio José Leal Penna                                   | brasilianischer Erzbischof                                                            | 79    |               |
| 19. Juni | Richard Lynch                                             | US-amerikanischer Schauspieler                                                        | 72    |               |
| 19. Juni | Michael Palliser                                          | britischer Diplomat                                                                   | 90    |               |
| 19. Juni | Silvia Reize                                              | Schweizer Schauspielerin                                                              | 63    |               |
| 19. Juni | Joan Scott                                                | US-amerikanische Drehbuchautorin                                                      | 91    |               |
| 19. Juni | Emili Teixidor                                            | spanischer Schriftsteller                                                             | 79    |               |
| 19. Juni | Norbert T. Tiemann                                        | US-amerikanischer Politiker                                                           | 87    |               |
| 19. Juni | Rudolf Wendorff                                           | deutscher Manager                                                                     | 97    |               |
| 19. Juni | Ralph Wenzel                                              | US-amerikanischer Footballspieler                                                     | 69    |               |
| 20. Juni | Judy Agnew                                                | US-amerikanische Second Lady                                                          | 91    |               |
| 20. Juni | Françoise Boudet                                          | französische Malerin, Zeichnerin und Grafikerin                                       | 86    |               |
| 20. Juni | Susanna Clark                                             | US-amerikanische Songschreiberin                                                      | 73    |               |
| 20. Juni | William W. Cooper                                         | US-amerikanischer Ökonom und Mathematiker                                             | 97    |               |
| 20. Juni | Harald Fricke                                             | deutscher Literaturwissenschaftler                                                    | 63    |               |
| 20. Juni | Donna Hilley                                              | US-amerikanische Managerin                                                            | 65    |               |
| 20. Juni | Robert Kelleher                                           | US-amerikanischer Tennisspieler, -schiedsrichter und -funktionär sowie Jurist         | 99    |               |
| 20. Juni | Alcides Mendoza Castro                                    | peruanischer Erzbischof                                                               | 84    |               |
| 20. Juni | Albert Merglen                                            | französischer General                                                                 | 97    |               |
| 20. Juni | LeRoy Neiman                                              | US-amerikanischer Künstler                                                            | 91    |               |
| 20. Juni | Andrew Sarris                                             | US-amerikanischer Filmkritiker                                                        | 83    |               |
| 20. Juni | Rolf Uesseler                                             | deutscher Publizist und Aktivist                                                      |       |               |
| 20. Juni | Alistair Vane-Tempest-Stewart, 9. Marquess of Londonderry | britischer Peer                                                                       | 74    |               |
| 21. Juni | Richard Adler                                             | US-amerikanischer Komponist                                                           | 90    |               |
| 21. Juni | Rüdiger von Baehr                                         | deutscher Internist und Immunologe                                                    | 70    | (PDF; 72 kB)  |
| 21. Juni | Antonio Cao                                               | italienischer Mediziner                                                               | 83    |               |
| 21. Juni | Svetozar Drakulić                                         | jugoslawischer Opernsänger                                                            | 86    |               |
| 21. Juni | Karl Fell                                                 | deutscher Politiker                                                                   | 91    |               |
| 21. Juni | Erwin Hartmann                                            | deutscher Biophysiker                                                                 | 88    |               |
| 21. Juni | Pete Hayes                                                | US-amerikanischer Schlagzeuger                                                        | 25    |               |
| 21. Juni | Abid Hussain                                              | indischer Ökonom                                                                      | 85    |               |
| 21. Juni | Sunil Janah                                               | indischer Fotograf                                                                    | 94    |               |
| 21. Juni | Meletios Kalamarás                                        | griechischer Bischof                                                                  | 79    |               |
| 21. Juni | Jeff Keen                                                 | britischer Regisseur                                                                  | 88    |               |
| 21. Juni | Joviano de Lima Júnior                                    | brasilianischer Erzbischof                                                            | 70    | [ 9 ]         |
| 21. Juni | Max Mayr                                                  | österreichischer Journalist                                                           | 83    |               |
| 21. Juni | Shōgyo Ōba                                                | japanischer Künstler                                                                  | 96    |               |
| 21. Juni | Gilbert Blaize Rego                                       | indischer Bischof                                                                     | 90    |               |
| 21. Juni | Ramas Schengelia                                          | sowjetischer Fußballspieler                                                           | 55    |               |
| 21. Juni | Sepp Schindler                                            | österreichischer Psychologe                                                           | 89    |               |
| 21. Juni | Otto Schwalge                                             | deutscher Grafiker                                                                    | 91    |               |
| 21. Juni | Anna J. Schwartz                                          | US-amerikanische Ökonomin                                                             | 96    |               |
| 21. Juni | Teddy Scott                                               | schottischer Fußballspieler                                                           | 83    |               |
| 21. Juni | Tejparkash Singh Brar                                     | kenianischer Hockeyspieler                                                            | 75    |               |
| 21. Juni | Sune Spångberg                                            | schwedischer Jazz-Schlagzeuger                                                        | 82    |               |
| 21. Juni | Kaat Tilley                                               | belgische Modedesignerin                                                              | 52    |               |
| 21. Juni | Drew Turnbull                                             | britischer Rugbyspieler                                                               | 82    |               |
| 21. Juni | Mike Westmacott                                           | britischer Bergsteiger                                                                | 87    |               |
| 22. Juni | Obaidullah Baig                                           | pakistanischer Schriftsteller                                                         | 76    |               |
| 22. Juni | Bruno Bushart                                             | deutscher Kunsthistoriker                                                             | 92    |               |
| 22. Juni | María Teresa Castillo                                     | venezolanische Journalistin                                                           | 103   |               |
| 22. Juni | Mary Fedden                                               | britische Malerin                                                                     | 96    |               |
| 22. Juni | Fernie Flaman                                             | kanadischer Eishockeyspieler                                                          | 85    |               |
| 22. Juni | Juan Luis Galiardo                                        | spanischer Schauspieler                                                               | 72    |               |
| 22. Juni | Sergio Goretti                                            | italienischer Bischof                                                                 | 83    |               |
| 22. Juni | Burjor Khurshedji Karanjia                                | indischer Filmfunktionär und Journalist                                               | 92    |               |
| 22. Juni | Ruth Lommel                                               | deutsche Schauspielerin                                                               | 94    |               |
| 22. Juni | Gerhard Rechter                                           | deutscher Historiker und Archivar                                                     | 60    |               |
| 22. Juni | Rolly Tasker                                              | australischer Segler                                                                  | 86    |               |
| 22. Juni | Hans Villius                                              | schwedischer Journalist                                                               | 88    |               |
| 22. Juni | Gerhard J. Winkler                                        | österreichischer Musikwissenschaftler                                                 | 56    |               |
| 22. Juni | Walter J. Zielniok                                        | deutscher Pädagoge                                                                    | 82    |               |
| 23. Juni | Jan Brügelmann                                            | deutscher Sportfunktionär, Kommunalpolitiker und Karnevalist                          | 90    |               |
| 23. Juni | Franz Crass                                               | deutscher Opernsänger                                                                 | 84    |               |
| 23. Juni | James Durbin                                              | britischer Statistiker                                                                | 88    |               |
| 23. Juni | Brigitte Engerer                                          | französische Pianistin                                                                | 59    |               |
| 23. Juni | Joachim Gerchow                                           | deutscher Arzt und Rechtsmediziner                                                    | 90    | [ 10 ]        |
| 23. Juni | Ken Hargreaves                                            | britischer Politiker                                                                  | 73    |               |
| 23. Juni | Alan McDonald                                             | britischer Fußballspieler                                                             | 48    |               |
| 23. Juni | Akbar Poudeh                                              | iranischer Radrennfahrer                                                              | 80    |               |
| 23. Juni | Roy Simpson                                               | britischer Mediziner                                                                  | 89    |               |
| 23. Juni | Hans Thoenen                                              | Schweizer Neurobiologe                                                                | 84    | (PDF; 3,0 MB) |
| 23. Juni | Mark Vishik                                               | polnisch-russischer Mathematiker                                                      | 90    |               |
| 23. Juni | Georg Wolf                                                | deutscher Jurist und Polizeibeamter                                                   | 91    |               |
| 24. Juni | Chris Adams                                               | englischer Fußballspieler                                                             | 84    |               |
| 24. Juni | Darrel Akerfelds                                          | US-amerikanischer Baseballspieler                                                     | 50    |               |
| 24. Juni | Richard Anders                                            | deutscher Schriftsteller                                                              | 84    |               |
| 24. Juni | Gad Beck                                                  | deutscher Widerstandskämpfer gegen den Nationalsozialismus                            | 88    |               |
| 24. Juni | Jean Cox                                                  | US-amerikanisch-deutscher Opernsänger                                                 | 90    |               |
| 24. Juni | Youssef Dawood                                            | ägyptischer Schauspieler                                                              | 79    |               |
| 24. Juni | Bud Friedgen                                              | US-amerikanischer Filmeditor und Drehbuchautor                                        | 75    |               |
| 24. Juni | Karnail Gill                                              | indischer Sänger                                                                      | 71    |               |
| 24. Juni | Gu Chaohao                                                | chinesischer Mathematiker                                                             | 86    |               |
| 24. Juni | James Grout                                               | britischer Schauspieler                                                               | 84    |               |
| 24. Juni | Dieter Heckelmann                                         | deutscher Politiker                                                                   | 74    |               |
| 24. Juni | Eduardo Ibáñez y García de Velasco                        | spanischer Diplomat                                                                   | ≈84   |               |
| 24. Juni | Chizuko Kosaki                                            | japanischer Politiker                                                                 | 69    |               |
| 24. Juni | Heino Kruus                                               | sowjetischer Basketballspieler                                                        | 85    |               |
| 24. Juni | Ted Luckenbill                                            | US-amerikanischer Basketballspieler                                                   | 72    |               |
| 24. Juni | Ingeborg Meising                                          | deutsche Informatikerin                                                               | 91    |               |
| 24. Juni | Michiko Nagahata                                          | japanischer Schriftsteller                                                            | 81    | [ 11 ]        |
| 24. Juni | Joseph Rodriguez                                          | indischer Schauspieler                                                                | 81    |               |
| 24. Juni | Ethel Rojo                                                | argentinische Schauspielerin                                                          | 74    |               |
| 24. Juni | Miquel Roqué Farrero                                      | spanischer Fußballspieler                                                             | 23    |               |
| 24. Juni | Rudolf Schmid                                             | deutscher Weihbischof                                                                 | 97    |               |
| 24. Juni | Claude Sumner                                             | kanadischer Äthiopienforscher und Hochschullehrer für Philosophie                     | 92    |               |
| 24. Juni | Jacques Taddei                                            | französischer Organist                                                                | 66    |               |
| 24. Juni | Max Ziegler                                               | Schweizer Architekt                                                                   | 91    | [ 12 ]        |
| 25. Juni | Barry Bracewell-Milnes                                    | britischer Ökonom                                                                     | 80    |               |
| 25. Juni | Dandō Shigemitsu                                          | japanischer Jurist                                                                    | 98    |               |
| 25. Juni | Erhard Domay                                              | deutscher evangelischer Geistlicher                                                   | 72    |               |
| 25. Juni | Tom Duke                                                  | britischer Physiker                                                                   | 48    |               |
| 25. Juni | Yitzhak Galanti                                           | israelischer Politiker                                                                | 75    |               |
| 25. Juni | Alfred Großkopf                                           | deutscher Ruderer                                                                     | 97    | (PDF; 26 kB)  |
| 25. Juni | Hans Hartwig                                              | deutscher Komponist                                                                   | 95    |               |
| 25. Juni | George Randolph Hearst                                    | US-amerikanischer Unternehmer                                                         | 84    |               |
| 25. Juni | Wjatscheslaw Ionow                                        | sowjetischer Kanute                                                                   | 71    |               |
| 25. Juni | John Koko                                                 | US-amerikanischer Musiker                                                             | 51    |               |
| 25. Juni | Héctor Novick                                             | uruguayischer Sportfunktionär                                                         | ??    |               |
| 25. Juni | Joaquín Rufino Teliz                                      | uruguayischer Rundfunkmoderator und Radsportfunktionär                                | ??    |               |
| 25. Juni | Doris Schade                                              | deutsche Schauspielerin                                                               | 88    |               |
| 25. Juni | Joachim Tappe                                             | deutscher Politiker                                                                   | 70    |               |
| 26. Juni | Sverker Åström                                            | schwedischer Diplomat                                                                 | 96    |               |
| 26. Juni | Paul Bargas                                               | US-amerikanischer Baseballspieler                                                     | 23    |               |
| 26. Juni | Daniel Batman                                             | australischer Leichtathlet                                                            | 31    |               |
| 26. Juni | Miloš Blagojević                                          | serbischer Historiker                                                                 | 81    |               |
| 26. Juni | Chen Qiang                                                | chinesischer Schauspieler                                                             | 94    |               |
| 26. Juni | Pat Cummings                                              | US-amerikanischer Basketballspieler                                                   | 55    |               |
| 26. Juni | Angelo Cuniberti                                          | italienischer Bischof                                                                 | 91    |               |
| 26. Juni | Ann Curtis                                                | US-amerikanische Schwimmerin                                                          | 86    |               |
| 26. Juni | Juan Carlos Dyrzka                                        | argentinischer Leichtathlet                                                           | 71    |               |
| 26. Juni | Michael Ehrke                                             | deutscher Wirtschaftspädagoge                                                         | 67    |               |
| 26. Juni | Nora Ephron                                               | US-amerikanische Drehbuchautorin und Filmregisseurin                                  | 71    |               |
| 26. Juni | Dimitris Exarchos                                         | griechischer Theaterregisseur                                                         | 57    |               |
| 26. Juni | Dietrich Franke                                           | deutscher Jurist, Richter am Bundesverwaltungsgericht (1995–2008)                     | 69    |               |
| 26. Juni | Campbell Gillies                                          | schottischer Jockey                                                                   | 21    |               |
| 26. Juni | Adrian Kin                                                | polnischer Paläontologe                                                               | 33    |               |
| 26. Juni | Mario O’Hara                                              | philippinischer Regisseur                                                             | 68    |               |
| 26. Juni | Doris Singleton                                           | US-amerikanische Schauspielerin                                                       | 92    |               |
| 26. Juni | Risley C. Triche                                          | US-amerikanischer Politiker                                                           | 84    |               |
| 26. Juni | Takashi Tsukagoshi                                        | japanischer Fernsehmoderator                                                          | 57    | [ 13 ]        |
| 26. Juni | Hans Willgerodt                                           | deutscher Ökonom                                                                      | 88    |               |
| 26. Juni | Herbert Wimbauer                                          | deutscher Anthroposoph                                                                | 68    |               |
| 27. Juni | Jerónimo Tomás Abreu Herrera                              | dominikanischer Bischof                                                               | 81    |               |
| 27. Juni | Ilse Baden                                                | deutsche Kunstmäzenin                                                                 | 87    |               |
| 27. Juni | Dénes Berényi                                             | ungarischer Physiker                                                                  | 83    |               |
| 27. Juni | Stan Cox                                                  | britischer Athlet                                                                     | 93    |               |
| 27. Juni | Rosemary Dobson                                           | australische Dichterin                                                                | 92    |               |
| 27. Juni | Jesse Glover                                              | US-amerikanischer Kampfkünstler                                                       | 76    |               |
| 27. Juni | Don Grady                                                 | US-amerikanischer Schauspieler                                                        | 68    |               |
| 27. Juni | Kyōtarō Imai                                              | japanischer Dichter                                                                   | 84    | [ 14 ]        |
| 27. Juni | Eddie Jones                                               | US-amerikanischer Footballfunktionär                                                  | 74    |               |
| 27. Juni | Iurie Miterev                                             | moldawischer Fußballspieler                                                           | 37    |               |
| 27. Juni | Katrin Seybold                                            | deutsche Dokumentarfilmerin                                                           | 68    |               |
| 27. Juni | Constantinos Triaridis                                    | griechischer Politiker                                                                | 74    |               |
| 28. Juni | Meera Bandopadhyay                                        | indischer Sänger                                                                      | 82    |               |
| 28. Juni | Mário Calábria                                            | brasilianischer Diplomat                                                              | 88    |               |
| 28. Juni | Stephen Dwoskin                                           | US-amerikanischer Filmkünstler                                                        | 73    |               |
| 28. Juni | Piet Ekel                                                 | niederländischer Schauspieler                                                         | 90    |               |
| 28. Juni | Otto Entrup                                               | deutscher Jurist und Politiker                                                        | 81    |               |
| 28. Juni | Éric Gaudibert                                            | Schweizer Komponist                                                                   | 75    |               |
| 28. Juni | Richard Isay                                              | US-amerikanischer Psychiater                                                          | 77    |               |
| 28. Juni | Kurt Kahl                                                 | österreichischer Journalist                                                           | 83    |               |
| 28. Juni | Ivan Karp                                                 | US-amerikanischer Kunsthändler                                                        | 86    |               |
| 28. Juni | Berthold Keller                                           | deutscher Gewerkschafter                                                              | 85    |               |
| 28. Juni | Leontine Kelly                                            | US-amerikanische Bischöfin                                                            | 92    |               |
| 28. Juni | Peter Knicza                                              | österreichischer Radiomoderator                                                       | 70    |               |
| 28. Juni | Nestor Matsas                                             | griechischer Journalist und Schriftsteller                                            | 82    |               |
| 28. Juni | Takanori Obenata                                          | japanischer Unternehmer                                                               | 58    |               |
| 28. Juni | Yasushi Ono                                               | japanischer Schauspieler                                                              | 72    | [ 15 ]        |
| 28. Juni | Camil Roguski                                             | rumänischer Architekt                                                                 | 87    |               |
| 28. Juni | Robert Sabatier                                           | französischer Schriftsteller                                                          | 88    |               |
| 28. Juni | Doris Sams                                                | US-amerikanische Baseballspielerin                                                    | 85    |               |
| 28. Juni | Zhang Ruifang                                             | chinesische Schauspielerin                                                            | 94    |               |
| 29. Juni | Horst Arnold                                              | deutscher Pädagoge und Justizopfer                                                    | 53    |               |
| 29. Juni | Juan Alberto Badía                                        | argentinischer Journalist und Hörfunkmoderator                                        | 64    |               |
| 29. Juni | Peter Kurt Burkowitz                                      | deutscher Tontechniker                                                                | 92    |               |
| 29. Juni | Takeo Chii                                                | japanischer Schauspieler                                                              | 70    | [ 16 ]        |
| 29. Juni | Karl-Heinz Domdey                                         | deutscher Wirtschaftswissenschaftler und Hochschullehrer                              | 85    |               |
| 29. Juni | Ernst Eichler                                             | deutscher Slawist                                                                     | 82    |               |
| 29. Juni | Hilger Flamm                                              | deutscher Ingenieur und Hochschullehrer                                               | 86    | [ 17 ]        |
| 29. Juni | Klaus Gilgenmann                                          | deutscher Soziologe und politischer Aktivist                                          | 68    |               |
| 29. Juni | Werner Haseleu                                            | deutscher Opernsänger mit der Stimmlage Bassbariton                                   | 77    |               |
| 29. Juni | Petr Hermantschuk                                         | ukrainischer Politiker                                                                | 60    |               |
| 29. Juni | Barrie Lee                                                | schottischer Boxer                                                                    | 30    |               |
| 29. Juni | Mogale Paul Nkhumishe                                     | südafrikanischer Bischof                                                              | 74    |               |
| 29. Juni | Cathrin Pichler                                           | österreichische Kunstvermittlerin und Kuratorin                                       | 66    |               |
| 29. Juni | Norbert Prangenberg                                       | deutscher Maler und Bildhauer                                                         | 63    |               |
| 29. Juni | Juan Reccius                                              | chilenischer Leichtathlet                                                             | 101   |               |
| 29. Juni | José Sótero Valero Ruz                                    | venezolanischer Bischof                                                               | 76    |               |
| 29. Juni | Floyd Temple                                              | US-amerikanischer Baseballtrainer                                                     | 86    |               |
| 30. Juni | Michael Abney-Hastings, 14. Earl of Loudoun               | britisch-australischer Adliger                                                        | 69    |               |
| 30. Juni | Manfred Buchwald                                          | deutscher Journalist                                                                  | 75    |               |
| 30. Juni | Wladlen Dawydow                                           | sowjetischer bzw. russischer Schauspieler                                             | 88    |               |
| 30. Juni | Miguel S. Demapan                                         | US-amerikanischer Jurist                                                              | 59    |               |
| 30. Juni | Richard Eardley                                           | US-amerikanischer Politiker                                                           | 83    |               |
| 30. Juni | Olivier Ferrand                                           | französischer Politiker                                                               | 42    |               |
| 30. Juni | Thymios Karakatsanis                                      | griechischer Schauspieler                                                             | 72    |               |
| 30. Juni | Heinz-Josef Kiefer                                        | deutscher Manager und Hochschullehrer                                                 | 85    |               |
| 30. Juni | Jacqueline Law                                            | chinesische Schauspielerin                                                            | 45    |               |
| 30. Juni | Angelo Mangiarotti                                        | italienischer Designer und Architekt                                                  | 91    |               |
| 30. Juni | Jitzchak Schamir                                          | israelischer Politiker                                                                | 96    |               |
| 30. Juni | Ivan Sekyra                                               | tschechischer Gitarrist                                                               | 59    |               |
| 30. Juni | Yomo Toro                                                 | puerto-ricanischer Musiker                                                            | 78    |               |
| 30. Juni | Liselotte Tyc-Holm                                        | deutsche Unternehmerin                                                                | 91    |               |
| 30. Juni | David Wages                                               | US-amerikanischer Filmeditor                                                          | 89    |               |
| 30. Juni | Ruth Wajnryb                                              | australische Schriftstellerin                                                         | 63    |               |